# Český úřad zeměměřický a katastrální
Český úřad zeměměřický a katastrální je ústředním orgánem státní správy, zkráceně ČÚZK. Byl zřízen zákonem č. 359/1992 Sb., o zeměměřických a katastrálních orgánech. Tento zákon rovněž upravuje jeho působnost. ČÚZK sídlí v Praze, v jeho čele stojí předseda, kterého jmenuje a odvolává vláda České republiky. ČÚZK disponuje vlastním rozpočtem a je přímo podřízen vládě, ve které je zastoupen[zdroj?] ministrem zemědělství.
Hlavní náplní práce ČÚZK, resp. orgánů jím řízených, je zajištění státní správy v oblasti evidence nemovitostí a věcných práv k nim, kterou představuje Katastr nemovitostí České republiky a zeměměřické činnosti ve veřejném zájmu.

## Struktura ČÚZK
Český úřad zeměměřický a katastrální řídí následující orgány:
- 14 katastrálních úřadů, které dále řídí 94 katastrálních pracovišť (KP)
  - Katastrální úřad pro hlavní město Prahu (1 KP),
  - Katastrální úřad pro Jihočeský kraj (7 KP),
  - Katastrální úřad pro Jihomoravský kraj (10 KP),
  - Katastrální úřad pro Karlovarský kraj (3 KP),
  - Katastrální úřad pro Královéhradecký kraj (5 KP),
  - Katastrální úřad pro Liberecký kraj (5 KP),
  - Katastrální úřad pro Moravskoslezský kraj (8 KP),
  - Katastrální úřad pro Olomoucký kraj (6 KP),
  - Katastrální úřad pro Pardubický kraj (4 KP),
  - Katastrální úřad pro Plzeňský kraj (8 KP),
  - Katastrální úřad pro Středočeský kraj (13 KP),
  - Katastrální úřad pro Ústecký kraj (9 KP),
  - Katastrální úřad pro Vysočinu (7 KP),
  - Katastrální úřad pro Zlínský kraj (8 KP),
- 7 zeměměřických a katastrálních inspektorátů:
  - Zeměměřický a katastrální inspektorát v Brně – pro Jihomoravský kraj, Kraj Vysočina a Zlínský kraj
  - Zeměměřický a katastrální inspektorát v Českých Budějovicích – pro Jihočeský kraj
  - Zeměměřický a katastrální inspektorát v Liberci – pro Liberecký a Ústecký kraj
  - Zeměměřický a katastrální inspektorát v Opavě – pro Moravskoslezský a Olomoucký kraj
  - Zeměměřický a katastrální inspektorát v Pardubicích – pro Pardubický a Královéhradecký kraj
  - Zeměměřický a katastrální inspektorát v Plzni – pro Plzeňský a Karlovarský kraj
  - Zeměměřický a katastrální inspektorát v Praze – pro Hlavní město Prahu a Středočeský kraj
- Zeměměřický úřad
- Výzkumný ústav geodetický, topografický a kartografický, v.v.i.

## Vedení ČÚZK

### Předsedové
- 1994–2001 doc. Ing. Jiří Šíma, CSc.
- 2001–2023 Ing. Karel Večeře
- od 2024 Ing. Karel Štencel

### Místopředsedové
- 1994–2001 Ing. Karel Večeře
- 2001–2006 Ing. Oldřich Pašek
- 2007–2023 Ing. Karel Štencel
- od 2024 Ing. Radek Chromý, Ph.D.